# Andrij Kurhanski
Andrij Wiktorowycz Kurhanski (ukr. Андрій Вікторович Курганський, ur. 4 sierpnia 1961) – ukraiński polityk, biznesmen i działacz sportowy, prezes klubu piłkarskiego Metałurh Zaporoże.

## Życiorys
Mistrz Sportu ZSRR w sambie, Zasłużony Trener Ukrainy w Judo.
Jako działacz sportowy w 2002 zaangażował się w pracę w zaporoskim Metałurhu. W 2006 po dymisji Wiktora Meżejki, który kierował klubem 25 lat został wybrany p.o. prezesa klubu. 
Prowadzi biznes w branży finansowej i farmaceutycznej.